# Biaix d'autoservei
El biaix d'autoservei és un biaix cognitiu que consisteix a atribuir amb més probabilitat els èxits a factors propis o personals i els fracassos a culpes de l'entorn. És força freqüent en els resultats acadèmics, en què es considera que una bona qualificació és la conseqüència de l'esforç o les capacitats i una nota baixa s'atribueix a la mala sort, subjectivitat de l'examinador o sistema d'avaluació, alteracions ambientals o comparació amb els altres. Un altre camp on apareix freqüentment és en l'empresa. Va ser formulat per primer cop el 1975.
S'explica per diverses raons: la necessitat psicològica de protegir l'autoconcepte, les ganes d'agradar els altres o esquivar una possible sanció i la tendència de la memòria humana a emmagatzemar de manera prioritària els èxits com a referents de conducta posterior.